# مركز موي الدولي الرياضي
مركز موي الدولي الرياضي هو ملعب متعدد الاستخدام يقع في نيروبي عاصمة كينيا. غالبا ما يتم استخدامه لمباريات كرة القدم. يسع الملعب لجلوس 60 ألف متفرج وتم بنائه في سنة 1987. يعتبر الملعب الرسمي الذي يخوض فيه منتخب كينيا مبارياته الدولية.